# Tisserandov parameter
Tisserandov parameter ali Tisserandova invarianta je kombinacija elementov tira v problemu treh teles.

## Definicija
Za majhna telesa z veliko polosjo {\displaystyle a\,\!}, izsrednostjo {\displaystyle e\,\!} in naklonom tira {\displaystyle i\,\!} in z veliko polosjo {\displaystyle a_{P}} telesa, ki povzroča motnjo, se Tisserandov parameter izračuna po naslednjem obrazcu:
{\displaystyle {\frac {a_{P}}{a}}+2{\sqrt {{\frac {a}{a_{P}}}(1-e^{2})}}\cos i\!\,.}
Parameter se imenuje po francoskem astronomu Françoisu Félixu Tisserandu (1845 – 1896).
Tisserandov parameter se približno ohranja med srečanjem planeta in manjšega nebesnega telesa. Omogoča nam da povežemo značilnosti tirnice pred srečanjem in po njem.
Ohranitev Tisserandovega parametra je posledica Tisserandovega kriterija.
Za različne planete se lahko izračunajo tudi različni Tisserandovi parametri za določeno manjše nebesno telo. Tisserandov parameter za vpliv Jupitra na manjše telo označujemo s TJ, za vpliv Neptuna pa s TN.

## Uporaba
- Tisserandov parameter glede na Jupiter z oznako TJ se pogosto uporablja za ločevanje med različnimi asteroidi in kometi iz Jupitrove družine kometov (kratkoperiodični kometi z obhodno dobo manjšo od 200 let). Asteroidi imajo TJ večji od 3, kometi iz Jupitrove družine kometov pa med 2 in 3 (2<TJ<3).
- konstantna vrednost Tisserandovega parametra pred in po zunanjem vplivu se uporablja za odločanje o tem, ali je opazovano telo isto.
- približno ohranjenje Tisserandovega parametra omejuje tirnice, ki jih lahko uporabimo pri težnostnih manevrih v raziskavah zunanjega dela Osončja.
- Tisserandov parameter glede na Neptun TN se lahko uporabi za ločevanje med telesi, ki so blizu razpršenega diska (zanj se verjame, da ga povzroča Neptun) in čezneptunskimi telesi (zgled: 90377 Sedna).